# Coupe du Liechtenstein de football 1994-1995
Navigation
Édition précédente Édition suivante
La coupe du Liechtenstein 1994-1995 de football est la 50e édition de la Coupe nationale de football, la seule compétition nationale du pays en l'absence de championnat.
La finale est disputée à Triesen, le 25 mai 1995, entre le FC Vaduz et l'USV Eschen/Mauren. 
Le FC Vaduz remporte le trophée en battant l'USV Eschen/Mauren. Il s'agit du 25e titre de l'histoire du club dans la compétition. Grâce à ce succès, le club assure sa participation à la prochaine édition de la Coupe d'Europe des vainqueurs de coupe.

## 1ertour
Le FC Vaduz et le FC Schaan sont exemptés de ce tour
| Équipe 1             | Résultat        | Équipe 2          |
| -------------------- | --------------- | ----------------- |
| FC Balzers II        | 2 - 3           | USV Eschen/Mauren |
| FC Schaan II         | 0 - 4           | FC Triesenberg    |
| FC Triesenberg II    | 0 - 9           | FC Balzers        |
| FC Vaduz II          | 2 - 1 4 - 3 tab | FC Ruggell        |
| USV Eschen/Mauren II | 0 - 7           | FC Triesen        |
| FC Ruggell II        | 1 - 5           | FC Triesen II     |

## Quarts de finale
| Équipe 1       | Résultat | Équipe 2          |
| -------------- | -------- | ----------------- |
| FC Triesen     | 3 - 4    | FC Balzers        |
| FC Triesenberg | 3 - 4    | FC Vaduz          |
| FC Triesen II  | 0 - 6    | FC Schaan         |
| FC Vaduz II    | 1 - 6    | USV Eschen/Mauren |

## Demi-finales
| Équipe 1  | Résultat | Équipe 2          |
| --------- | -------- | ----------------- |
| FC Schaan | 3 - 5    | USV Eschen/Mauren |
| FC Vaduz  | 3 - 1    | FC Balzers        |

## Finale
| 25 mai 1995 | FC Vaduz | 3 - 1 | USV Eschen/Mauren | Triesen |  |
|             |          |       |                   |         |  |

- Le FC Vaduz se qualifie pour la Coupe d'Europe des vainqueurs de coupe 1995-1996.